# Villanueva del Río y Minas
Villanueva del Río y Minas település Spanyolországban, Sevilla tartományban. Villanueva del Río y Minas Carmona, Cantillana, Tocina, El Pedroso, Constantina, Lora del Río és Alcolea del Río községekkel határos. Lakosainak száma 5033 fő (2024).

## Népesség
A település népessége az elmúlt években az alábbi módon változott:
| Lakosok száma | 5364 | 5236 | 5229 | 5283 | 5203 | 5035 | 4866 | 4858 | 4934 | 5033 |
|               | 2001 | 2004 | 2007 | 2009 | 2012 | 2014 | 2017 | 2019 | 2022 | 2024 |